# Kim Åkerman
Kim Henrik Åkerman, född 27 mars 1945 i Kuusankoski i Kymmenedalen, Finland, är en svensk militär.

## Biografi
Åkerman avlade officersexamen vid Krigsskolan 1969 och utnämndes samma år till fänrik vid Svea livgarde, där han tjänstgjorde till 1975. Han gick Infanteriets officershögskola 1971–1972 samt befordrades under 1972 först till löjtnant och sedan till kapten. Han gick Allmänna kursen vid Militärhögskolan 1975–1976, var kompanichef 1976–1977, gick Stabskursen vid Militärhögskolan 1977–1979, var åter kompanichef 1979–1980 och befordrades till major 1980. Åren 1982–1985 var han detaljchef vid Produktionsavdelningen i Arméstaben, varefter han 1985–1989 var chef för Informationsavdelningen vid Arméstaben tillika arméchefens adjutant. Han befordrades 1987 till överstelöjtnant och var bataljonschef 1989–1991. År 1991 befordrades han till överste, varefter han var chef för Infanteriets stridsskola 1991–1993 och chef för Livgardesbrigaden 1993–1997. År 1997 befordrades han till överste av första graden, varpå han 1997–2000 var chef för Svea livgarde, tillika befälhavare för Stockholms försvarsområde och kommendant i Stockholm. Åren 2000–2004 var Åkerman chef för Stockholmsavdelningen i Mellersta militärdistriktet, varefter han 2004 pensionerades från Försvarsmakten.
Kim Åkerman invaldes 1997 som ledamot av Kungliga Krigsvetenskapsakademien. Han var akademiens sekreterare 2005–2009.